# Os Sete
Os Sete é um livro do autor brasileiro André Vianco. Essa obra de ficção foi lançada no ano de 1999, se tornando um best-seller com mais de cem mil cópias vendidas.
Esse autor se consagrou por criar universos sobrenaturais e vampirescos pós apocalípticos, inseridos no ambiente e no dia a dia de seus leitores.
A obra Os Sete foi inicialmente recusada por diversas editoras sob a alegação de que o público brasileiro não teria interesse em ler histórias fantasiosas que se passavam no Brasil. Na prática, o que aconteceu foi ao contrário. A ambientação local que atraiu os fãs para as narrativas em que vampiros batalhavam em locais conhecidos, como o Largo de Osasco.